# 正定寺 (古河市下大野)
正定寺（しょうじょうじ）は、茨城県古河市下大野にある浄土宗の寺院。山号を証誠山、院号を等持院という。中世には浄土宗鎮西流藤田派の檀林として、多くの学僧を擁した。近世には41世・当誉玄哲が古河城下に同名の正定寺を開山、両寺ともに古河城主・土井家の菩提寺として保護された。古河城下の正定寺と区別するために大野正定寺と呼ぶこともある。

## 歴史

### 創建
正和3年（1314年）、浄土宗鎮西流藤田派の学僧・持阿良心の開山、あるいは応永年間（1394年 - 1428年）、同じ藤田派・良岌見日の開山と考えられている。史料により異なっており、研究者の見解も統一されていない。
正定寺がある「大野郷」は下総・下河辺荘の「野方」に属し、常陸川流頭部の長井戸沼に近い。鎌倉街道中道も縦断しており、水陸交通の要衝でもあった。隣接する関戸・小堤・佐川野を含む鎌倉街道沿いの領域には、平安期・鎌倉期創建の由緒を持つ寺院が集中しており、中世の早い時期から開発が進んでいたと考えられている。
開基は不明。『本末帳写』（正定寺文書）には源姓「園田治部太夫政定」と記されているが、源姓園田氏は諸系図類に見いだせない。なお、寺の院号「等持院」は足利尊氏の院号と同じである。また江戸時代に末寺になる関戸・了覚寺が、初代鎌倉公方・足利基氏を大旦那としたという由緒を持つことから、足利氏との関係も推測される。

### 中世・浄土宗の檀林
室町時代には浄土宗鎮西流の一派・藤田派の檀林として発展した。檀林は近世の用語で学問所をもつ大規模な寺院である。中世の用語では「談義所」、「談所」、「談場」と呼ばれ、教線拡大の拠点となった中枢寺院である。
浄土宗鎮西流の関東三派は藤田派・名越派・白旗派からなる。正定寺は藤田派の学問所だけではなく、各派の交流拠点でもあった。白旗派の学僧で江戸・増上寺開山の酉誉聖聡文書によれば、聖聡が正定寺に立ち寄って馬を借りた際、良岌と激しい法論をしている。藤田派と白旗派との交流事例のひとつと評価される。さらに正定寺歴代を記した譜脈には、名越派大沢法流の僧侶名も散見されることから、名越派の影響も受けていたと考えられる。
『本末帳写』（正定寺文書）中の正定寺歴代譜脈における28世・岌秀は、浄土宗大本山の京都・知恩寺29世の岌州と同一人物とみなされている。永禄4年（1561年）、上杉謙信が北条氏康に対抗するために関東に出陣した際、岌州も謙信を支持する関白・近衛前久に随行し、上野・厩橋城に入る。その後、前久は古河城に移るので、岌州も同行したと考えられる。このとき、正定寺に近い古河城と水海城を拠点とする簗田晴助は、謙信のもとで足利藤氏を古河公方に擁立し、北条氏康に抵抗していた。岌州は晴助を通じて正定寺と関わりを持ったと推定される。のちの元亀3年（1572年）から天正7年（1579年）には、布教のため東国を遍歴する。これらの岌州の活動は、大本山を争う白旗派・知恩院に対抗するため、上杉謙信や簗田晴助たちの政治力と結びつき、藤田派の教線拡大を行っていたものと考えられている。
戦国時代の末期、正定寺は藤田派から白旗派に転向した。天正10年（1581年）に寺に入ったとされる幡随意（幡随）が正定寺30世となるが、藤田派だった幡随意はのちに白旗派を代表する学僧になる。幡随意は岌州と異なり、北条氏照の外護のもと教線を拡大し、慶長7年（1602年）には京都・知恩寺33世となる。このときを契機として、藤田派寺院の白旗派転向が加速された。
のちの元禄期（1688年 - 1704年）に書かれた由緒書によれば、江戸時代の初頭、39世・良住の隠遁後に壇林が途絶したとされる。以後、京都・知恩院の門末となる。

### 近世・土井家の菩提寺
江戸時代になると、寺がある下大野村は古河藩領になった。寛永10年（1633年）、土井利勝が古河城に入る。利勝は正定寺41世・当誉玄哲を招き、古河城下に同名の正定寺を創建した。利勝は当初、浄土宗「旧跡」・「浄家の道場（談義所）」である当寺をそのまま土井家の位牌所にしようと考えたが、城下から遠かったために寺号と僧侶を引き移した。以後、二つの正定寺は土井家から同様に扱われて保護される。承応3年（1654年）には、土井家により本堂・山門・仁王像が修復され、山林1町余畝歩が寄進されている。貞享3年（1686年）、幕府の本末制度・檀林制度の整備にともない、檀林となっていた結城・弘経寺の末寺に編入され、一地方寺院に位置づけられた。
慶長9年（1604年）、古河藩領・鳥喰村に寺領3石を認められた黒印状を受けている。その後も朱印状獲得のため、貞享4年（1687年）から延享3年（1746年）にかけて、たびたび運動した記録が残っているが、目的を果たすことはできなかった。なお、宝暦13年（1763年）には、黒印地3石を引き続き保持している。

### 近代
明治初期には檀家が300軒あった。
明治4年（1871年）、境外地4町9反余、650本の木を保有する寺の土地が没収され、各地の寺院と同様に官林とされた。明治8年（1875年）、正定寺住職と檀家総代から茨城県権令宛に「地所払下願」が出されている。代々の住職が植林してきたこと、周辺農地の農業用水に用いられる土地であるため、農民から申し立てがあることを理由としている。しかし、明治32年（1899年）にも同様の願書が出されており、容易には払下が実現されていないことが分かる。
明治12年（1879年）、檀家の寄付により、本尊の阿弥陀如来の営繕が行われた。明治22年（1889年）、玄関・回廊・庫裏の建て替えが行われた。明治25年（1892年）、薬師如来を祀る薬師堂を新築。疱瘡に対する霊験があったため「瘡守尊」として信仰されるようになり、現在は「瘡守稲荷」として祀られている。

## 交通
- 鉄道
  - JR宇都宮線（東北本線）古河駅東口から徒歩70分（約5.5km）、タクシー15分、バス10分（丘里工業団地にて下車）さらに徒歩16分（約1.3km）、西口にて市内観光用無料レンタル自転車「コガッツ」利用可